# Zale franclemonti
Zale franclemonti är en fjärilsart som beskrevs av Mcdunnough 1943. Zale franclemonti ingår i släktet Zale och familjen nattflyn. Inga underarter finns listade i Catalogue of Life.